# Hospital Pediátrico de Tarará
El Hospital Pediátrico de Tarará es un hospital de La Habana, establecido por el estado cubano para dar tratamiento y curar a los niños enfermos a consecuencia del accidente nuclear de Chernóbil y otros casos semejantes. Está situado en Tarará, Habana del Este y sus instalaciones también cuentan con un balneario utilizado para fines terapéuticos y de rehabilitación.

## Historia
El Hospital Pediátrico de Tarará se creó en el lugar donde antes tenía su sede el campamentos de la Organización de Pioneros José Martí. Anteriormente era un lugar de recreación elegido por la cúpula militar de Fulgencio Batista y las familias más adineradas de La Habana.
Luego del accidente nuclear de Chernóbil en 1986 el estado cubano se comprometió a dar tratamiento a los niños soviéticos enfermos como consecuencia del accidente. Los pioneros cubanos donaron las instalaciones para establecer el hospital que sería parte principal del programa de asistencia médica recién creado.
Cuando el hospital estuvo completado en julio de 1990, el propio Fidel Castro acudió a las instalaciones para felicitar al personal y la brigada médica.

### Programa humanitario cubano
El objetivo de la iniciativa era ayudar a los niños procedentes de áreas afectados por el desastre nuclear de Chernóbil y de otros países en los que ha habido situaciones similares. En 1990 comenzaron a llegar niños afectados procedentes de las regiones afectadas en la Unión Soviética. El primer grupo de 139 niños llegó a La Habana en marzo de 1990. Padecían diferentes enfermedades, pero sobre todo oncohematológicas.
De acuerdo con algunos médicos del programa, el gobierno cubano entonces encabezado por Fidel Castro habría prohibido cualquier tipo de mención de la iniciativa en las noticias a fin de evitar hacer propaganda sobre la ayuda cubana.
Un primer nivel de atención lo darían los médicos cubanos enviados a atender a la población en regiones de Ucrania, Bielorrusia y Rusia que habían resultado contaminadas por la dispersión de isotopos radiactivos emanados del reactor siniestrado. Los niños cuyos casos requerían de atención médica urgente eran enviados a Cuba, para ser tratados en el Hospital de Tarará que forma parte del segundo nivel de atención.
El Ministerio de Salud de Ucrania pagó el viaje de los niños a Cuba y todo el resto de la financiación del programa corrió por cuenta del gobierno cubano desde 1990 y aún en los años más difíciles del Período Especial se continuaron recibiendo a niños y sus familiares. Cuba es el único país del mundo que organizó un programa integral de salud y gratuito a esta escala para atender a niños afectados por el accidente de Chernóbil.

## Atención médica
Alrededor de 25,000 niños han sido atendidos en Tarará, provenientes de Ucrania, Rusia, Bielorrusia, Moldavia, Armenia y Brasil. Todos ellos padecían enfermedades por recibir altas dosis de radiación.
La mayoría de los pacientes afectados por el accidente de Chernóbil que han sido atendidos en Tarará; son niños ucranianos con una variedad de enfermedades que van desde estrés postraumático, hasta el cáncer. Alrededor del 67 % de los niños provenían de orfanatos y escuelas para niños sin tutores legales.
El impacto social de esta atención ha sido muy importante, debido a que los niños no tenían posibilidades económicas para tratar sus enfermedades que en muchos casos requerían tratamientos de los más costosos actualmente. Fueron evaluados y recibieron todo tipo de tratamientos, incluidos trasplantes de médula para quienes padecían leucemia.

### Objetivos
- Atención integral a niños afectados por desastres específicos.
- Determinar el estado de salud de los pacientes.
- Desarrollar acciones médico estomatológicas, preventivas y terapéuticas.
- Aplicar programas de rehabilitación física y mental.
- Valorar el pronóstico.
- Seguimiento longitudinal de los pacientes.